# Домашкины Вершины
Домашкины Вершины — посёлок в Волжском районе Самарской области. Входит в состав сельского поселения Просвет.

## География
Посёлок находится на расстоянии примерно 5 км (по прямой) к юго-востоку от посёлка Просвет, центра сельского поселения, и 29 км (по прямой) к юго-востоку от города Самара, административного центра области.

### Часовой пояс
Посёлок Домашкины Вершины, как и вся Самарская область, находится в часовой зоне МСК+1. Смещение применяемого времени относительно UTC составляет +4:00.

## История
Посёлок был изначально хутором Холковский при вершине реки Домашка, основан в 1800 году выходцами из Черниговской губернии. В 1879 году была построена церковь. В 1922 году из села выделился посёлок Просвет. В годы коллективизации был основан колхоз «Украинец».

## Население
| 2010 |
| ---- |
| 137  |

### Национальный состав
Согласно результатам переписи 2002 года, в национальной структуре населения русские составляли 66 % из 110 чел.